# Monumento a la Independencia (Kiev)

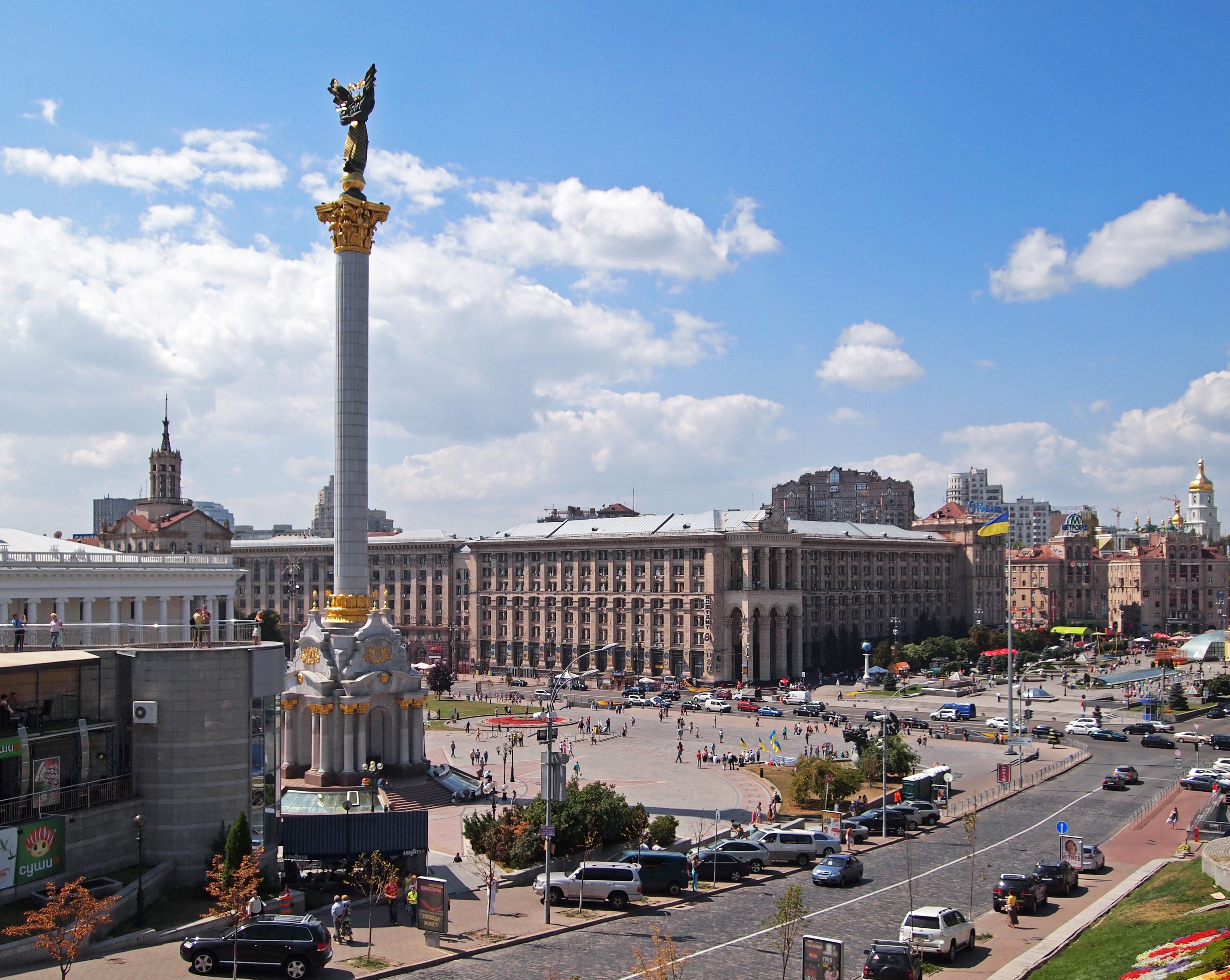
Monumento a la Independencia

El Monumento a la Independencia es una columna de la victoria ubicada en Maidan Nezalezhnosti (Plaza de la Independencia) en Kiev y conmemora la Independencia de Ucrania. 
Estilísticamente presenta una mezcla de estilo barroco ucraniano e imperial. El monumento fue construido en 2001, en el centro compositivo de la plaza en el décimo aniversario de la independencia de Ucrania. El monumento en sí es una columna con una figura de una mujer (Berehynia) con una rama de rosa guelder en sus brazos. La altura del monumento es de 61 metros. 
La columna está revestida con mármol blanco italiano que se levanta sobre un pedestal en forma de templo cristiano del barroco ucraniano y pesa 20 toneladas.
Durante los eventos de Euromaidán de 2013, la policía antidisturbios usó la fuerza contra los estudiantes que condujeron manifestaciones masivas al día siguiente.

## Galería

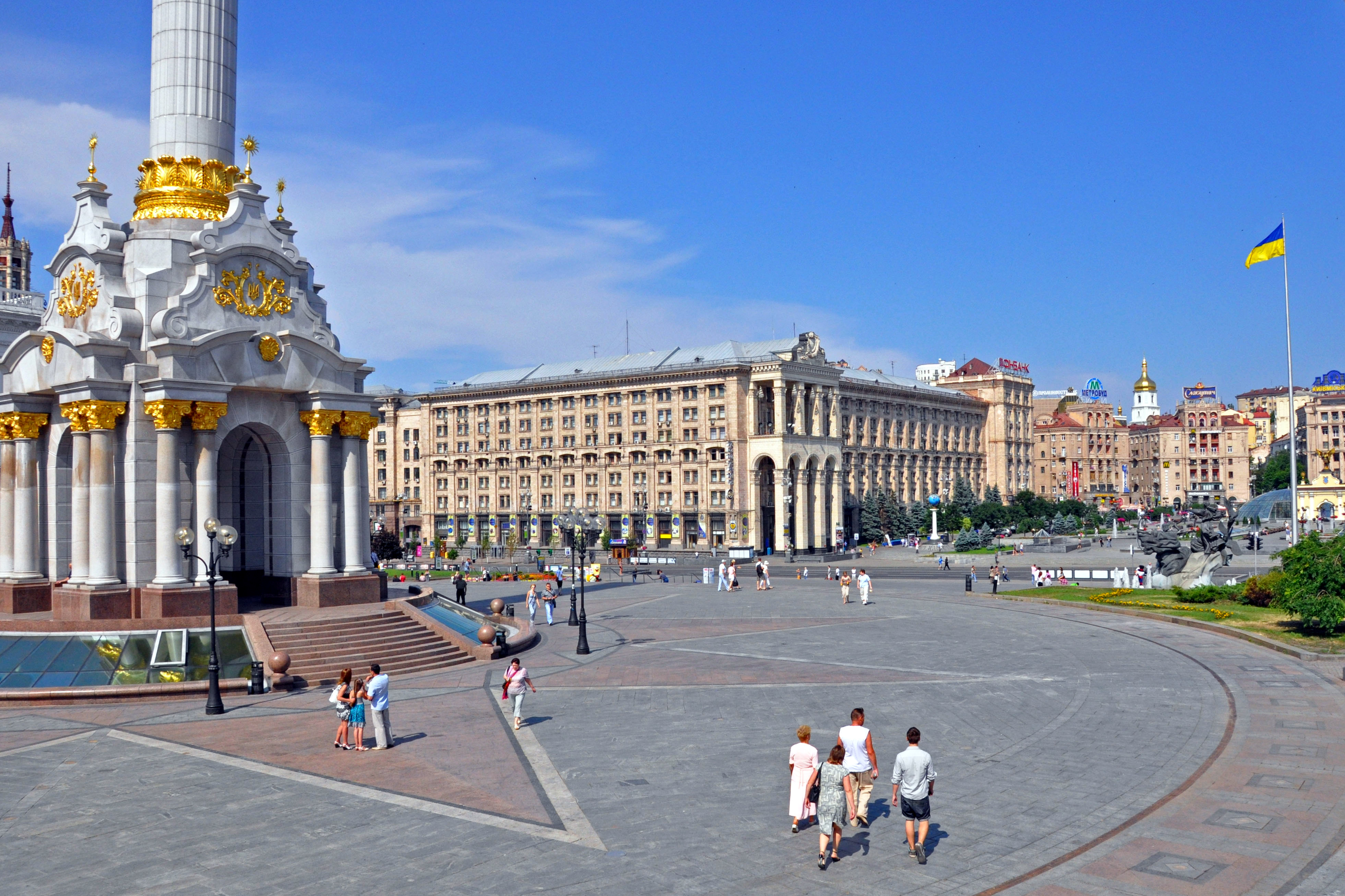
Pedestal del monumento.
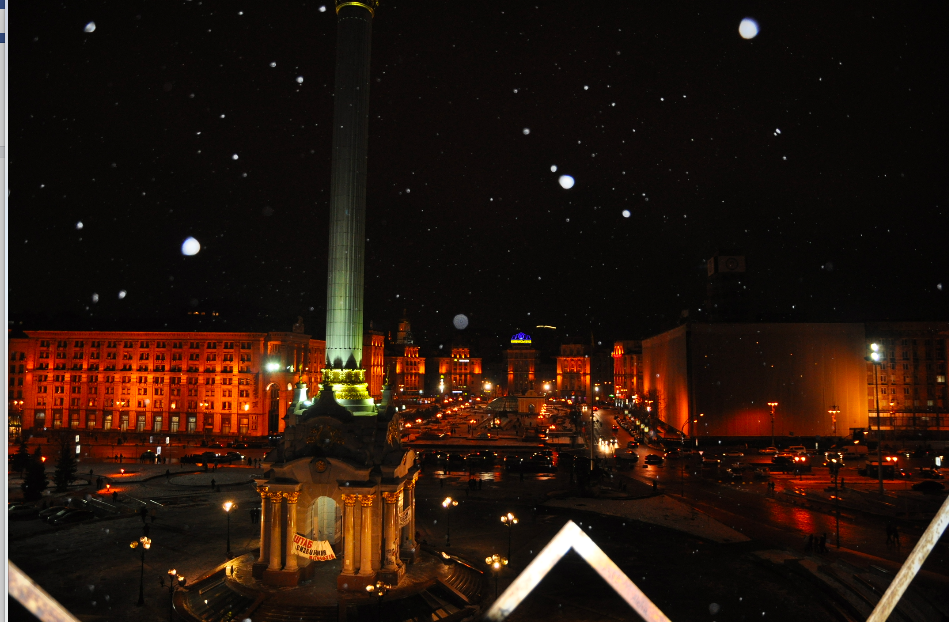
Monumento en invierno, 2017.